# وینتیروو
وینتیروو (به چکی: Vintířov) یک منطقهٔ مسکونی در جمهوری چک است که در شهرستان سوکولوف واقع شده‌است.
 وینتیروو  ۱٬۱۷۷ نفر جمعیت دارد.